# Eva Martín
Eva Martín, all'anagrafe Eva Martín Hernando (Gerona, 14 marzo 1974), è un'attrice spagnola, nota per aver interpretato il ruolo di Cruz Ezquerdo de Luján nella soap La promessa (La promesa).

## Biografia
Eva Martín è nata il 14 marzo 1974 a Gerona, nella comunità della Catalogna (Spagna). Si è laureata in filologia inglese; ha una vasta formazione in recitazione e in musica e oltre allo spagnolo e al catalano, parla fluentemente inglese, italiano e francese.
Nel 2006 ha fatto il suo debutto come attrice sul piccolo schermo con il ruolo di Julia nella serie Amistades peligrosas. Nello stesso anno è entrata a far parte del cast della popolare serie El comisario, dove ha ricoperto il ruolo di Pepa Romero. Da quel momento in poi ha partecipato in alcune soap opere come Amare per sempre (Amar en tiempos revueltos) con il ruolo di Irene Medina Díaz e La promessa (La promesa) con il ruolo di Cruz Ezquerdo de Luján. Ha anche recitato in diverse serie televisive come El tiempo entre costuras, Mar de plástico e Servir y proteger e nelle web serie Il molo rosso (El embarcadero), Merlí: Sapere Aude, Valeria e Las invisibles. Inoltre, è apparsa anche in diversi lungometraggi come El perfecto desconocido, Viral, Piano di fuga (Plan de fuga), La tribu, Dolor y gloria e Pane al limone con semi di papavero (Pan de limón con semillas de amapola).

## Filmografia

### Cinema
- El perfecto desconocido, regia di Toni Bestard (2012)
- Viral, regia di Lucas Figueroa (2013)
- Piano di fuga (Plan de fuga), regia di Iñaki Dorronsoro (2016)
- La tribu, regia di Fernando Colomo (2018)
- Dolor y gloria, regia di Pedro Almodóvar (2019)
- Pane al limone con semi di papavero (Pan de limón con semillas de amapola), regia di Benito Zambrano (2021)

### Televisione
- Amistades peligrosas – serie TV, 10 episodi (Cuatro, 2006)
- El comisario – serie TV, 26 episodi (Telecinco, 2007-2009)
- La que se avecina – serie TV, 1 episodio (Telecinco, 2010)
- Amare per sempre (Amar en tiempos revueltos) – soap opera, 261 episodi (La 1, 2010-2011)
- Hospital Central – serie TV, 1 episodio (Telecinco, 2011)
- Toledo, cruce de destinos – serie TV, 4 episodi (Antena 3, 2012)
- Niños robados – serie TV, 2 episodi (Telecinco, 2013)
- Il tempo del coraggio e dell'amore (El tiempo entre costuras) – serie TV, 3 episodi (Antena 3, 2013-2014)
- Los misterios de Laura – serie TV, 1 episodio (La 1, 2014)
- Víctor Ros – serie TV, 4 episodi (La 1, 2014)
- Mar de plástico – serie TV, 12 episodi (Antena 3, 2015)
- La princesa Paca, regia di Joaquín Llamas – film TV (La 1, 2017)
- Servir y proteger – serie TV, 16 episodi (La 1, 2017-2018)
- Fugitiva – serie TV, 1 episodio (La 1, 2018)
- La caccia - Monteperdido (La caza. Monteperdido) – serie TV, 3 episodi (La 1, 2019)
- Brigada Costa del Sol – serie TV, 1 episodio (Telecinco, 2019)
- Caronte – serie TV, 1 episodio (Telecinco, 2020)
- Unità speciale scomparsi (Desaparecidos) – serie TV, 5 episodi (Telecinco, 2020)
- La promessa (La promesa) – soap opera (La 1, 2023-2025)

### Web TV
- Le ragazze del centralino (Las chicas del cable) – web serie, 3 episodi (Netflix, 2019)
- Il molo rosso (El embarcadero) – web serie, 6 episodi (Movistar+, 2019-2020)
- Merlí: Sapere Aude – web serie, 14 episodi (Movistar+, 2019-2021)
- Valeria – web serie, 10 episodi (Netflix, 2020-2023)
- Apagón – web serie, 1 episodio (Movistar Plus+, 2022)
- Cristo y Rey – web serie, 1 episodio (Atresplayer, 2023)
- Las invisibles – web serie, 8 episodi (SkyShowtime, 2023)
- Galgos – web serie, 3 episodi (Movistar Plus+, 2024)

### Cortometraggi
- Agua, regia di Alfonso Fulgencio (2007)

## Teatro
- Don Duardos, diretto da J. A. Quintana (1994-1996)
- El metge a garrotades, diretto da Tomàs Mestre (2003-2004)
- Miles Gloriosus, diretto da Pepe Miravete (2003-2004)
- Adosadas (La extraña pareja), diretto da Juanluis Mira (2003-2006)
- Femenino Plural, diretto da Juanluis Mira, presso il teatro Jácara (2006)
- Transición, diretto da S. Sánchez e C. Martín, presso il CDN/Meridional/L'Om Imprebís/Temple (2012-2013)
- Don Juan, diretto da Blanca Portillo (2014-2015)
- Iberian Ganster, diretto da Alvaro Lavin, prodotto da Meridional Producciones (2017-2018)

## Doppiatrici italiane
Nelle versioni in italiano dei suoi film e delle sue serie TV, Eva Martín è stata doppiata da:
- Roberta Greganti[15] in Unità speciale scomparsi[16], La promessa[17]
- Tiziana Avarista[18] in Pane al limone con semi di papavero[19]
- Paola Majano[20] in Merlí: Sapere Aude[21]